# キース・ニーガス
キース・ニーガス（Keith Negus、1957年 - ）は、イギリスの音楽学者、ロンドン大学ゴールドスミス・カレッジ教授。おもに、ポピュラー音楽についての研究しており、ボブ・ディランや、音楽産業、音楽における創造性などについての著作を発表している。

## 経歴
ハートフォードシャー州生まれ。中等教育を終えた後、様々なバンドでキーボードやギターを演奏しながら、ミュージシャンとして生活する年月を過ごしてから、ミドルセックス大学で社会学を学んで卒業し、さらにロンドン・サウスバンク大学でPhDを取得した。その後、レスター大学の教員となり、さらにプエルトリコ大学を経て、ゴールドスミス・カレッジのメディア・コミュニケーション部門の教員となった。さらに、ゴールドスミス・カレッジ内の異動で、音楽部門の所属に転じている。
1998年には、著書『ポピュラー音楽理論入門 (Popular Music in Theory: An Introduction)』で、国際ポピュラー音楽学会 (IASPM) の「ブック・オブ・ザ・イヤー賞」を受賞した。

## おもな著書

### 単著
- Producing Pop Culture and Conflict in the Popular Music Indistry, Edward Arnold, 1992.
- Popular Music in Theory: An Introduction, Polity Press (UK), 1996.
  - 日本語訳：（安田昌弘 訳）ポピュラー音楽理論入門、水声社、2004年.
- Music Genre and Corporate Culture, Routledge, 1999.
- Bob Dylan, Equinox, 2008

### 共著
- （ポール-ドゥ・ゲイ (Paul du Gay)、スチュアート・ホール、ヒュー・マッケイ (Hugh Mackay)、リンダ・ジェインズ (Linda Janes) との共著）Doing Cultural Studies; The Story of Sony Walkman, Sage, 1997.
- （M・ピカリング (M. Pickering) との共著）Creativity, Communication & Cultural Value, Sage.

### 共編著
- （デイヴィッド・ヒズモンダイ (David Hesmondhalgh) との共編著）Popular Misic Studies, Arnold, 2002.